# Waalwijk
Waalwijk ( udtale ?; Brabantsk: Wólluk) er en kommune og en by i den sydlige provins Noord-Brabant i Nederlandene. 
I 2003 havde byen 45.607 indbyggere. Byen er hjemsted for fodboldklubben RKC Waalwijk.

## Galleri
- Grotestraat i Waalwijk med i baggrunden den "Hervormde Kerk" (kirke) ved havnen.
- Waalwijks Rådhus
- Stadhuis
- Sint Janskerk
- Stationsstraat
- Grand café i en monumental bygning
- Våben af Waalwijks kommune på rådhuset.

## Eksterne links
- Wikimedia Commons har flere filer relateret til Waalwijk

51°41′N 5°04′Ø / 51.68°N 5.07°Ø